# マスダール (企業)
マスダール（Masdar、またはAbu Dhabi Future Energy Company）アラビア語：مصدر, 発音：maṣdar, マスダル、英字表記：MASDAR）は、アブダビを拠点として持続可能な低炭素エネルギー事業を展開する再生可能エネルギー企業。ムバダラ・ディベロプメント・カンパニーの子会社が完全に所有している。

## 経営
マスダール社（アブダビ・フューチャー・エナジー・カンパニー）はマスダール・シティの開発と運営のために設立された。2008年4月、マスダール社は最初の子会社をドイツに設立、それはマスダールPVといい、光電池のフィルムを製造する。マスダールPVは最初の工場をドイツのイヒタースハウゼンに、次いでアブダビに展開した。
マスダール社はまた2006年11月に設立されたマスダール・クリーン・テクノロジー・ファンドを通じて未公開株を実施している。2008年3月に、マスダール社とスペインのセネル・グルポ・デ・インジェニエリアは、ジョイントベンチャーのトレソル・エナジーを設立した。世界規模の集光型太陽光発電所を建設し運営するためである。2008年9月に、マスダール社はフィンランドにある風力原動機の製造会社WinWinD Oyに投資をした。
マスダール・シティに加えて、マスダール社はマスダール太陽光発電所を運営し、同社はまたアブダビのマディナ・ザーイドに予定されている集光型太陽光発電所であるシャムス太陽熱発電所の開発者でもあり、それは世界最大のトラフ式太陽熱発電所となる。セーシェル政府とともに、マスダール社はマヘ島付近に集合型風力発電所を開発している。E.ONと協力して、マスダール社はロンドン・アレイ・ウィンド・ファームを開発している。